# Aniela Merici

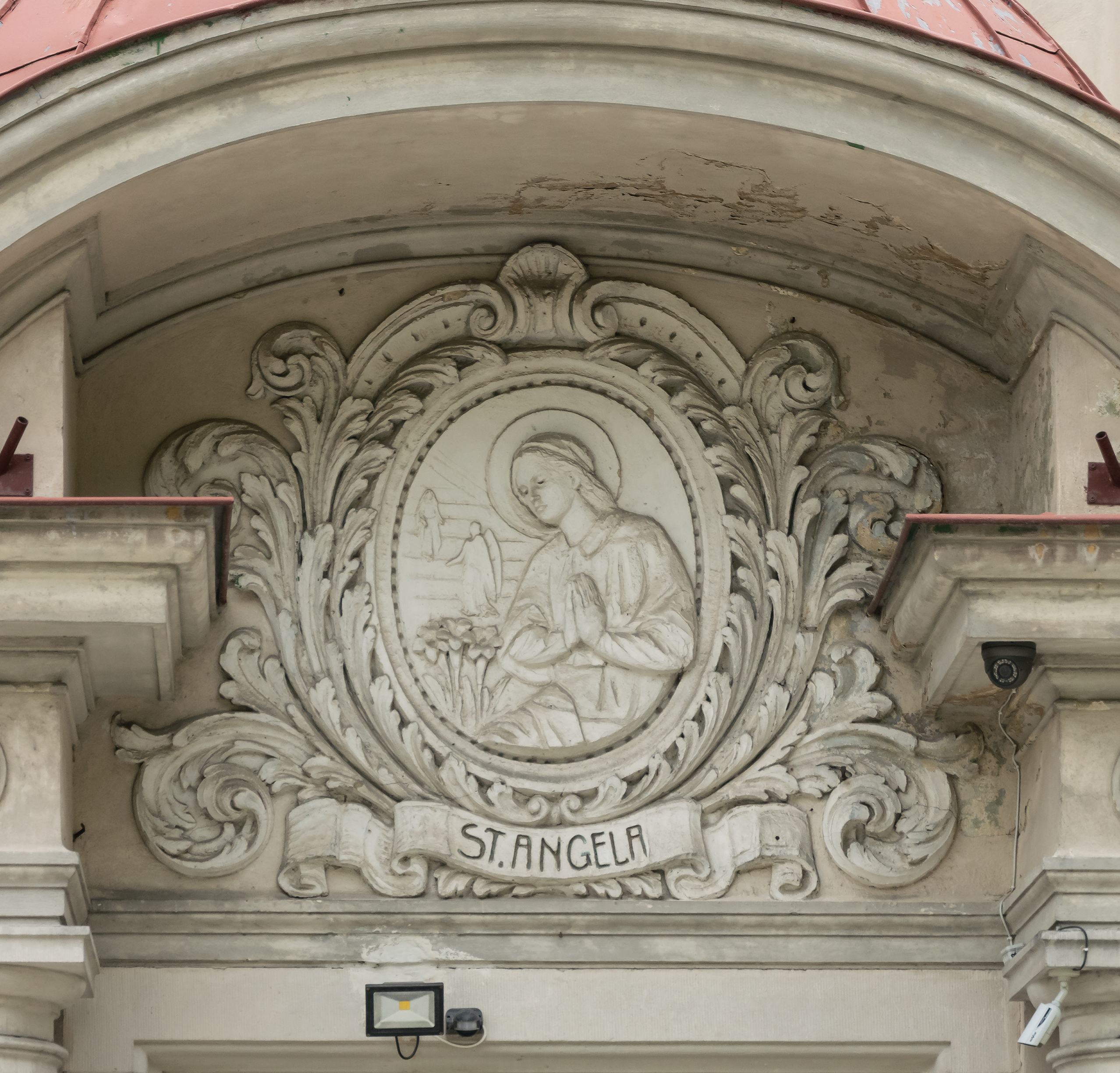
Wizerunek Anieli Merici na klasztorze urszulanek w Bardzie

Aniela Merici (ur. 21 marca 1474 w Desenzano del Garda, zm. 27 stycznia 1540 w Brescii) – włoska święta, założycielka Zgromadzenia Sióstr Urszulanek, należąca do III Zakonu św. Franciszka. Dążyła do odnowy Kościoła katolickiego poprzez działalność charytatywną i edukacyjną.

## Życiorys
Od młodości prowadziła życie pełne modlitwy i wyrzeczeń. W wieku 10 lat osierocili ją rodzice Giovanni Merici i Caterina Biancosi. Została przygarnięta wraz z najmłodszą siostrą przez wuja w Salò. Siostra również zmarła, śmierć była niespodziewana, bez ostatnich sakramentów. Aniela niepokoiła się o jej los w wieczności, ale miała wizję swej siostry w radości nieba. Wstąpiła do Franciszkańskiego Zakonu Świeckich. Po śmierci wuja powróciła do rodzinnego Desenzano. Od 1516 r. mieszkała w Brescii, związując się z ruchem Del Divino Amore. Wraz z jego członkiniami prowadziła działalność charytatywną – odwiedzała szpitale, zakładała przytułki dla sierot oraz szkoły dla ubogiej młodzieży. Odbyła dwie pielgrzymki. W 1524 r. do Ziemi Świętej. W jej trakcie, przebywając na Krecie prawie utraciła wzrok. Kontynuowała jednak swą podróż do miejsc świętych i została uzdrowiona w drodze powrotnej, podczas modlitwy, którą odmawiała przed krucyfiksem, w tym samym miejscu, gdzie kilka tygodni wcześniej zaniewidziała. W 1525 r., z okazji jubileuszowego roku świętego, by uzyskać odpust, odbyła pielgrzymkę do Rzymu. Papież Klemens VII, który słyszał o niej i jej owocnej pracy jako nauczycielki religii młodych dziewcząt prosił ją, by pozostała w Rzymie. Aniela jednak wróciła do Brescii.
W czasie najazdu wojsk cesarza Karola V Habsburga opuściła Brescię. Przebywała w Varallo i Mediolanie, gdzie miał swą siedzibę jej duchowy syn, książę Franciszek II Sforza. Po wycofaniu wojsk, powróciła do Brescii, by kontynuować działalność charytatywną i wychowawczą. W wieku 60 lat założyła zgromadzenie sióstr urszulanek, które poświęciły się przede wszystkim wychowaniu młodych dziewcząt, przygotowując je do macierzyństwa (1535). Dla swej wspólnoty napisała regułę zakonną. Na prawie diecezjalnym zatwierdził ją biskup Brescii 8 sierpnia 1536 r. W 1537 r. w formalnych wyborach została wybrana pierwszą przełożoną towarzystwa. Wraz z siostrami kontynuowała pracę wychowawczą, uważając, „iż nieład w społeczeństwie wywodzi się z nieładu w rodzinie”. Aniela stworzyła nowy model apostołowania sióstr zakonnych w Kościele. Pod duchowym wpływem Anieli pozostawała poważna część elity ówczesnych Włoch. Nazywano ją powszechnie „Matką”. Tego tytułu używał wobec niej sam książę Mediolanu, Sforza. Zmarła 27 stycznia 1540. Pochowano ją w kościele św. Afry w Brescii. W chwili jej śmierci zgromadzenie, które założyła, liczyło 150 członkiń. Papież Paweł V zatwierdził regułę zgromadzenia w roku 1544.

## Kult
W staraniach o jej beatyfikację udział brał św. Karol Boromeusz. Beatyfikacji Anieli Merici dokonał Klemens XII 24 kwietnia 1768, a jej kanonizacji – Pius VII 27 maja 1807. Jej wspomnienie rozszerzone jest na cały Kościół od 1861. Do II soboru watykańskiego obchodzone było 31 maja, obecnie 27 stycznia. Św. Aniela patronuje osobom niedomagającym, chorym i niepełnosprawnym, wspomaga przy utracie rodziców.

## Ikonografia
W ikonografii święta przedstawiana jest w habicie urszulanki z białą chustą na ramionach lub rzadziej w habicie tercjarki franciszkańskiej. Niekiedy w otoczeniu nauczanych dzieci. Jej atrybuty to dzieci będące nawiązaniem do jej działalności dydaktycznej wśród dzieci, nauczania katechizmu i dbania o ogólną ich edukację, kij pielgrzymi nawiązujący do pielgrzymki jaką odbyła w 1524 roku do Ziemi Świętej, krzyż symbolizuje częste rozważania Męki Pańskiej przed wizerunkiem Ukrzyżowanego, księga nawiązuje do ułożonej przez nią Reguły Towarzystwa Świętej Urszuli, lilia symbolizuje dziewictwo, różaniec bo był jej ulubioną modlitwą, wizja dziewcząt w otoczeniu aniołów wstępujących po schodach do nieba.